# Zhang Yunsong
Zhang Yunsong (張雲松T, 张云松S, Zhāng YúnsōngP; Pechino, 20 marzo 1977) è un ex cestista cinese.

## Carriera
Con la Cina ha disputato i Giochi olimpici di Atene 2004 e i Campionati asiatici del 2005.